# Victor Wooten
Victor Lemonte Wooten, ameriški basist, skladatelj, avtor in glasbeni producent, * 11. september 1964, Idaho, ZDA. 
Wooten je trikrat zapored osvojil nagrado najboljšega basista na svetu (Bass Player of the Year), ki jo podeljuje revija Bass Player in je prva oseba, ki je nagrado prejela več kot enkrat. Ob uspešni solo karieri sodeluje tudi z različnimi glasbeniki. Wooten je od samega začetka basist skupine Béla Fleck and the Flecktones, ki je nastala leta 1988.
V letu 2008 je Wooten skupaj s Stanleyem Clarkom in Marcusom Millerjem posnel album. Trio basistov pod imenim SMW je avgusta 2008 izdal album "Thunder" in začel s turnejo.
Wooten je v svoji glasbeni karieri izdal 27 albumov od tega kar 7 solo. Bil je prav tako sodnik na "4th annual Independent Music Awards", ki podpira neodvisne glasbenike.
Za svoje ustvarjanje je bil nagrajen s petimi Grammyi.